# Hamburg-Hohenfelde
Hohenfelde ist ein Stadtteil an der Außenalster im Bezirk Hamburg-Nord der Freien und Hansestadt Hamburg. Hohenfelde liegt zwischen St. Georg im Westen und Eilbek im Osten, im Norden grenzt es an die Uhlenhorst, im Süden an Borgfelde.

## Geschichte

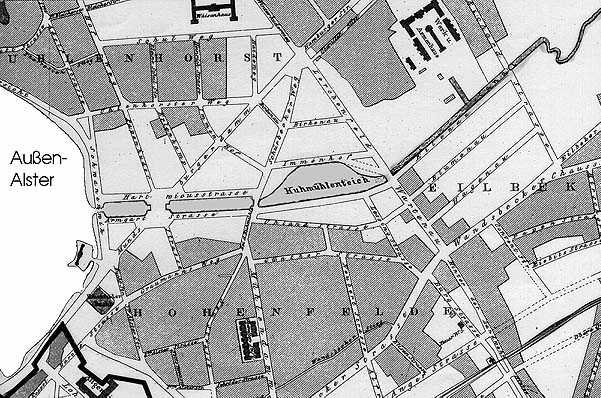
Umgebung des Kuhmühlenteichs um 1880

Hamburger Sechsling: Namensgeber der Sechslingspforte

Hohenfelde wurde 1256 an das Hospital zum Heiligen Geist verpfändet und 1359 urkundlich durch den Grafen Adolf VI von Schauenburg übertragen. Bereits 1375 wurde zur Sicherung der Feldmark die Landwehr als Verteidigungswall angelegt, der sich vom Kuhmühlenteich bis in die Niederung des Hammerbrook hinzog. In Folge der Reformation wurde der Besitz des Hospitals zum Heiligen Geist 1528 säkularisiert und zunächst von den 12 Oberalten verwaltet.
Das sogenannte Hohe Feld war ein Gebiet vor den Toren der Stadt, das ab 1679 als Glacis, also als freies Schussfeld vor der Stadtbefestigung, diente und nicht bebaut werden durfte. Bis zur Aufschüttung des Mundsburger Damms auf der Uhlenhorst befand sich an der Kuhmühle die einzige Brücke über die Eilbek, über die man vom Lübecker Tor die Dörfer Barmbek und Winterhude erreichen konnte. Die Hauptstraße von Hohenfelde war der Mühlendamm.
1773 hatte Hohenfelde schätzungsweise 30 Einwohner. Doch bereits 1810 wurden in Hohenfelde 754 Bewohner gezählt. Im Zuge der Vertreibung der napoleonischen Truppen aus Hamburg war Hohenfelde eines der letzten Rückzugsgebiete und erlebte katastrophale Zerstörungen. 1824, zehn Jahre später, war der Wiederaufbau noch nicht abgeschlossen und die Bevölkerungszahl auf 583 Bewohner abgesunken.
Die neuzeitliche Besiedlung Hohenfeldes wurde begünstigt durch den Hamburger Brand von 1842, der ein Drittel der Altstadt in Schutt und Asche legte, und die Aufhebung der Torsperre 1861, wodurch die alte Stadtgrenze frei passierbar wurde. Bis 1870 erstreckte sich die Bebauung, vorwiegend Wohnhäuser mit Gewerbe, über den ganzen Stadtteil, wenngleich nicht überall in zusammenhängender Form. 1869 entstand am Alsterufer von Hohenfelde ein Strandbadeplatz, der zunächst nur Männern vorbehalten war, und 1901 ein gesondertes Frauenbassin erhielt. 1874 wurde Hohenfelde von Hamburg eingemeindet und unter städtische Verwaltung gestellt. Im Jahr der Eingemeindung wurde die 1247 erstmals erwähnte Wassermühle, die als Kornmühle zu den wichtigsten Versorgungsbetrieben der damaligen Zeit zählte, abgerissen und durch eine Brücke ersetzt, die bis heute den Namen Kuhmühle trägt.
Das Lübecker Tor war ein Stadttor in den Wallanlagen der Hamburger Vorstadt St. Georg. Es erhielt den Namen, da hier einst die Straße nach Lübeck begann. Die letzten Reste des Wallgrabens verfüllte man in den 1890er Jahren zugunsten der Erweiterung des Allgemeinen Krankenhauses St. Georg. Parallel zum einstigen Wallgraben verläuft die Straße Sechslingspforte, deren Name an einen früheren „Nebeneingang“ in der Stadtbefestigung an der Außenalster nahe der Hohenfelder Bucht erinnert. Im Jahr 1852 legte eine private Aktiengesellschaft hier einen Fußweg nach dem damals neuen Vorort Uhlenhorst an. Sie erhob von den Benutzern bis 1869 einen Sechsling als „Wegezoll“. 
Ab 1839 verkehrten die Bassonschen Pferdeomnibusse vom Rathaus durch Hohenfelde bis zum Wandsbeker Zoll. Seit 1842 fuhr auch der Pferdeomnibus von Hermann Schulz täglich vom Schweinemarkt bis zum Barmbeker Markt an der Dehnhaide. Ab 1867 wurden die rot-weißen Soltauschen Omnibusse eingesetzt, die Hohenfelde mit St. Pauli verbanden. Seit 1906 verkehrt die S-Bahn mit der Station Landwehr und seit 1912 die Ringlinie mit den Stationen Lübecker Straße und Uhlandstraße. Bis zur kriegsbedingten Zerstörung befand sich unweit der Bahnstation Uhlandstraße ein wichtiger Knotenpunkt der Straßenbahn Hamburg. Nach dem Zweiten Weltkrieg hat sich der Knotenpunkt des Nahverkehrs zum U-Bahnhof Mundsburg auf der Uhlenhorst verlagert. Mit zunehmender Einführung von Bussen verschwanden in den 1960er Jahren die Straßenbahnlinien 19 und 35 sowie die Alsterringlinie aus Hohenfelde.
In Folge der Operation Gomorrha 1943 wurde der Wohnungsbestand von Hohenfelde im Zweiten Weltkrieg zu 70 Prozent zerstört. Zeitweilig gab es weder Wasser noch Strom oder Gas. Zum Heizen wurden die Straßenbäume abgesägt. Die verbliebenen Wohnungen waren überbelegt und viele Bewohner wurden evakuiert. Nach dem Krieg wurde der Bunker an der Hinrichsenstraße als Notunterkunft zur Verfügung gestellt. Mit dem Wiederaufbau von Hohenfelde in den Jahren 1950 bis 1960 hat sich das bauliche Gesicht erheblich verändert. Eine überregionale Bedeutung erlangte Hohenfelde durch die Eröffnung der Alsterschwimmhalle 1973.

## Statistik
- Anteil der unter 18-Jährigen: 12,2 % [Hamburger Durchschnitt: 16,8 % (2023)][2]
- Anteil der über 64-Jährigen: 14,6 % [Hamburger Durchschnitt: 17,8 % (2023)][2]
- Ausländeranteil: 21,8 % [Hamburger Durchschnitt: 20,7 % (2023)][2]
- Arbeitslosenquote: 5,3 % [Hamburger Durchschnitt: 6,2 % (2023)][2]

Das durchschnittliche Einkommen je Steuerpflichtigen beträgt in Hohenfelde 51.226 Euro jährlich (2023), der Hamburger Gesamtdurchschnitt liegt bei 48.035 Euro.

## Politik
Für die Wahl zur Hamburgischen Bürgerschaft und der Bezirksversammlung gehört Hohenfelde zum Wahlkreis Barmbek – Uhlenhorst – Dulsberg. Bei Bezirksversammlungswahlen ist der Stadtteil Teil des Wahlkreises Uhlenhorst-Hohenfelde. Bei Bundestagswahlen zählt Hohenfelde zum Bundestagswahlkreis Hamburg-Mitte.

### Wahlergebnisse
| Bürgerschaftswahl | SPD    | Grüne1) | CDU    | Linke2) | AfD    | FDP    | Übrige   |
| ----------------- | ------ | ------- | ------ | ------- | ------ | ------ | -------- |
| 2025              | 30,8 % | 24,2 %  | 18,1 % | 11,1 %  | 05,1 % | 03,0 % | 07,7 %   |
| 2020              | 33,4 % | 33,0 %  | 08,5 % | 09,5 %  | 04,4 % | 04,6 % | 06,6 %   |
| 2015              | 44,6 % | 14,4 %  | 12,9 % | 09,4 %  | 05,4 % | 08,8 % | 04,1 %   |
| 2011              | 46,7 % | 14,6 %  | 19,2 % | 06,6 %  | –      | 07,6 % | 05,3 %   |
| 2008              | 33,0 % | 11,2 %  | 42,1 % | 04,9 %  | –      | 06,9 % | 01,9 %   |
| 2004              | 32,0 % | 15,0 %  | 45,1 % | –       | –      | 03,3 % | 04,6 %   |
| 2001              | 37,8 % | 11,5 %  | 26,0 % | 00,6 %  | –      | 05,6 % | 18,5 %3) |
| 1997              | 34,8 % | 18,3 %  | 28,7 % | 00,8 %  | –      | 03,9 % | 13,5 %   |
| 1993              | 41,3 % | 15,6 %  | 24,4 % | –       | –      | 04,2 % | 14,5 %4) |
| 1991              | 46,2 % | 08,9 %  | 34,9 % | 00,7 %  | –      | 05,5 % | 03,8 %   |
| 1987              | 42,2 % | 08,6 %  | 41,8 % | –       | –      | 06,2 % | 01,2 %   |
| 1986              | 36,4 % | 12,8 %  | 44,5 % | –       | –      | 05,1 % | 01,2 %   |
| Dez. 1982         | 45,6 % | 08,6 %  | 41,9 % | –       | –      | 02,9 % | 01,0 %   |
| Juni 1982         | 36,8 % | 09,7 %  | 46,4 % | –       | –      | 04,8 % | 02,3 %   |
| 1978              | 44,4 % | 04,5 %  | 42,1 % | –       | –      | 06,5 % | 02,5 %   |
| 1974              | 34,3 % | –       | 48,7 % | –       | –      | 12,8 % | 03,8 %   |
| 1970              | 47,6 % | –       | 40,3 % | –       | –      | 07,0 % | 05,1 %   |
| 1966              | 47,5 % | –       | 39,7 % | –       | –      | 08,0 % | 04,8 %   |

1) 1978 als Bunte Liste – Wehrt Euch, 1982 bis 2011 als Grüne/GAL.

2) 1991 und 1997 als PDS/Linke Liste, 2001 als PDS.

3) Darunter 15,1 % für die Schill-Partei.

4) Darunter 5,2 % für die Statt Partei.

## Kultur und Sehenswürdigkeiten

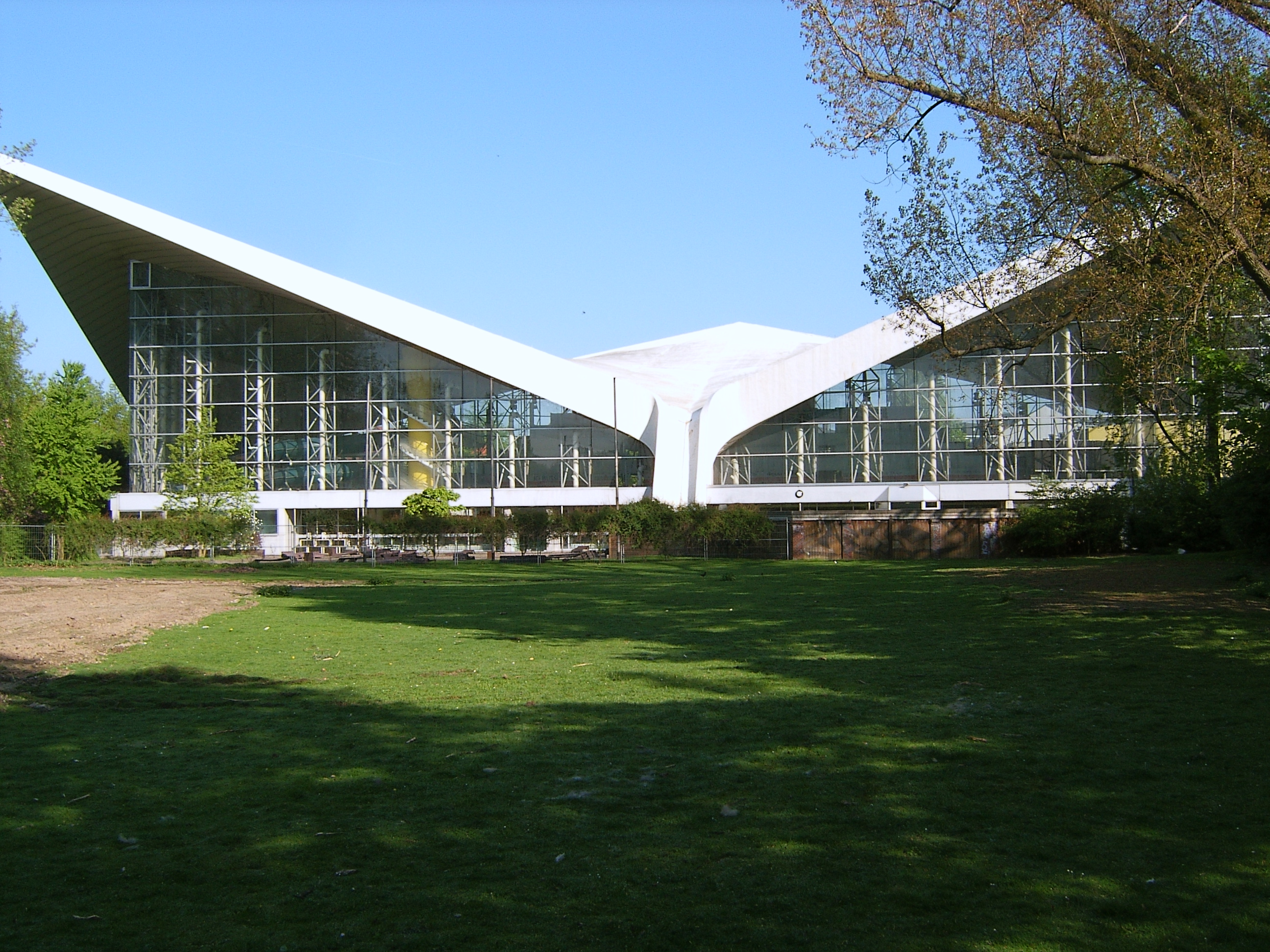
Alsterschwimmhalle
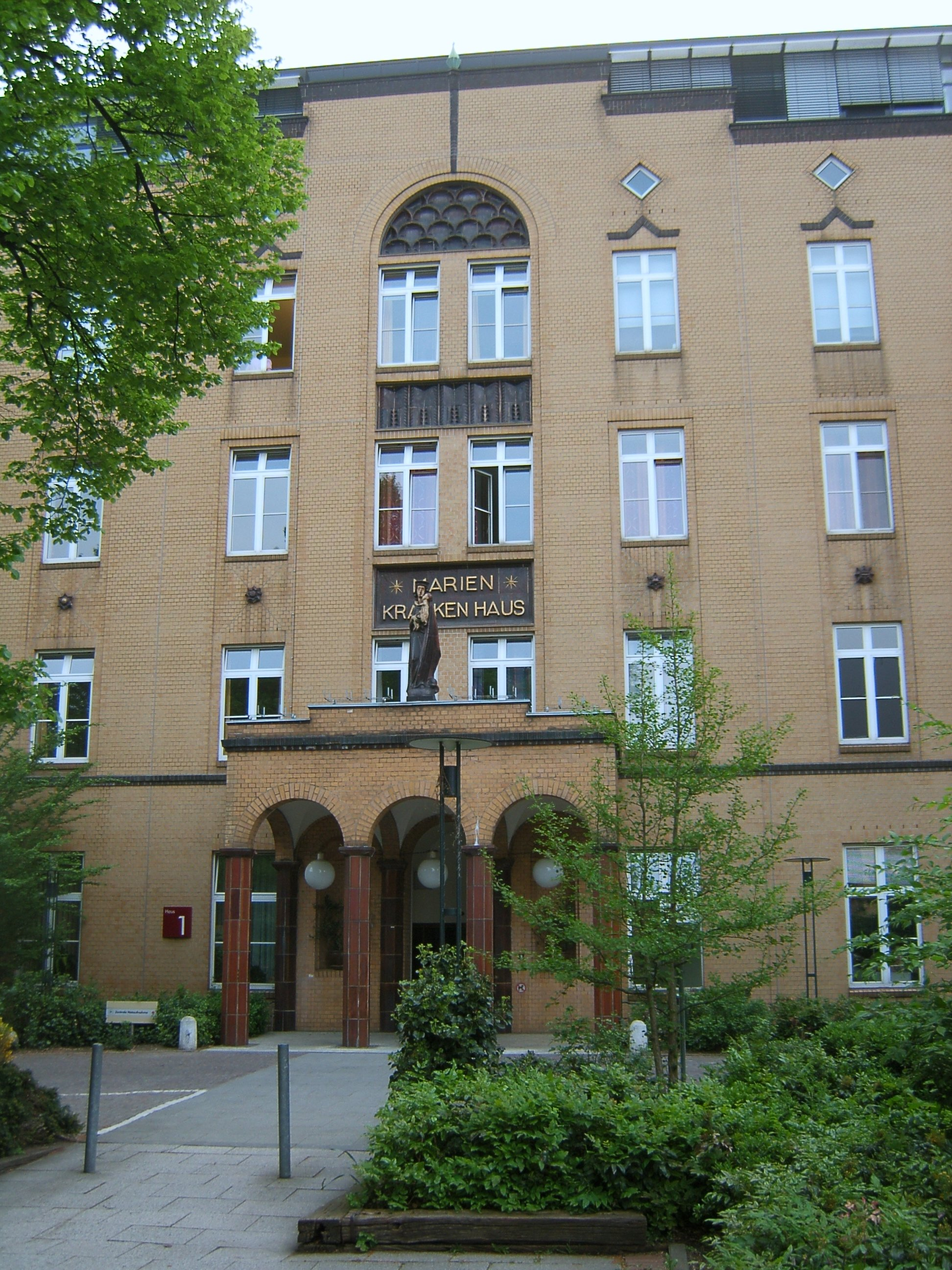
Marienkrankenhaus
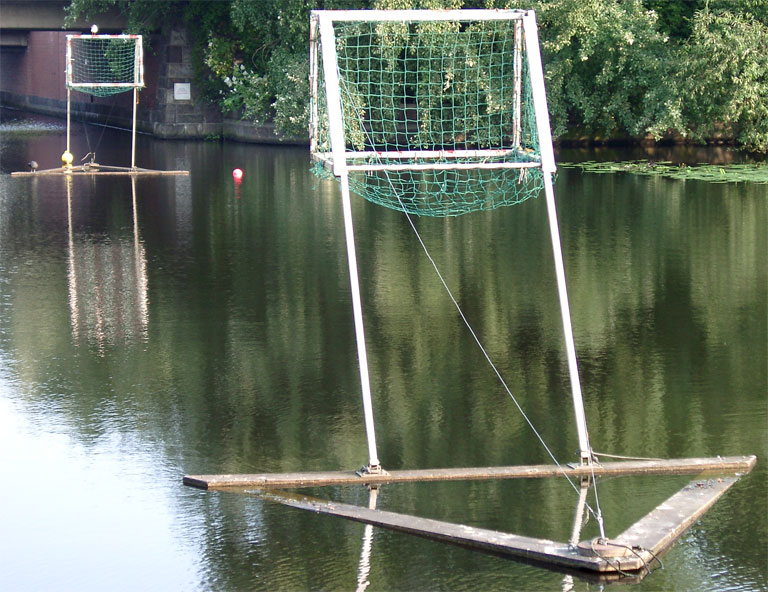
Kanupolo in der Alsterbucht
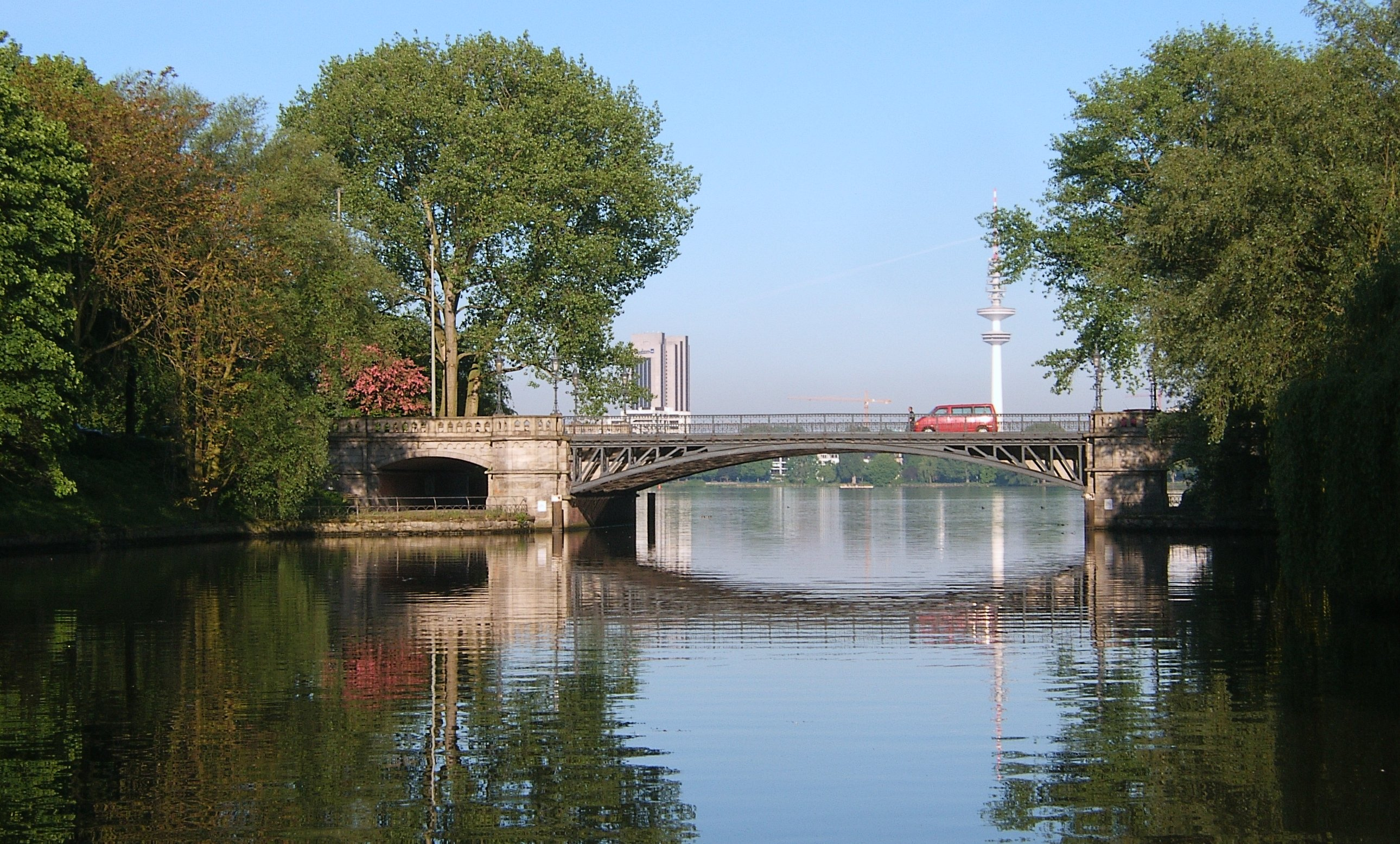
Schwanenwikbrücke
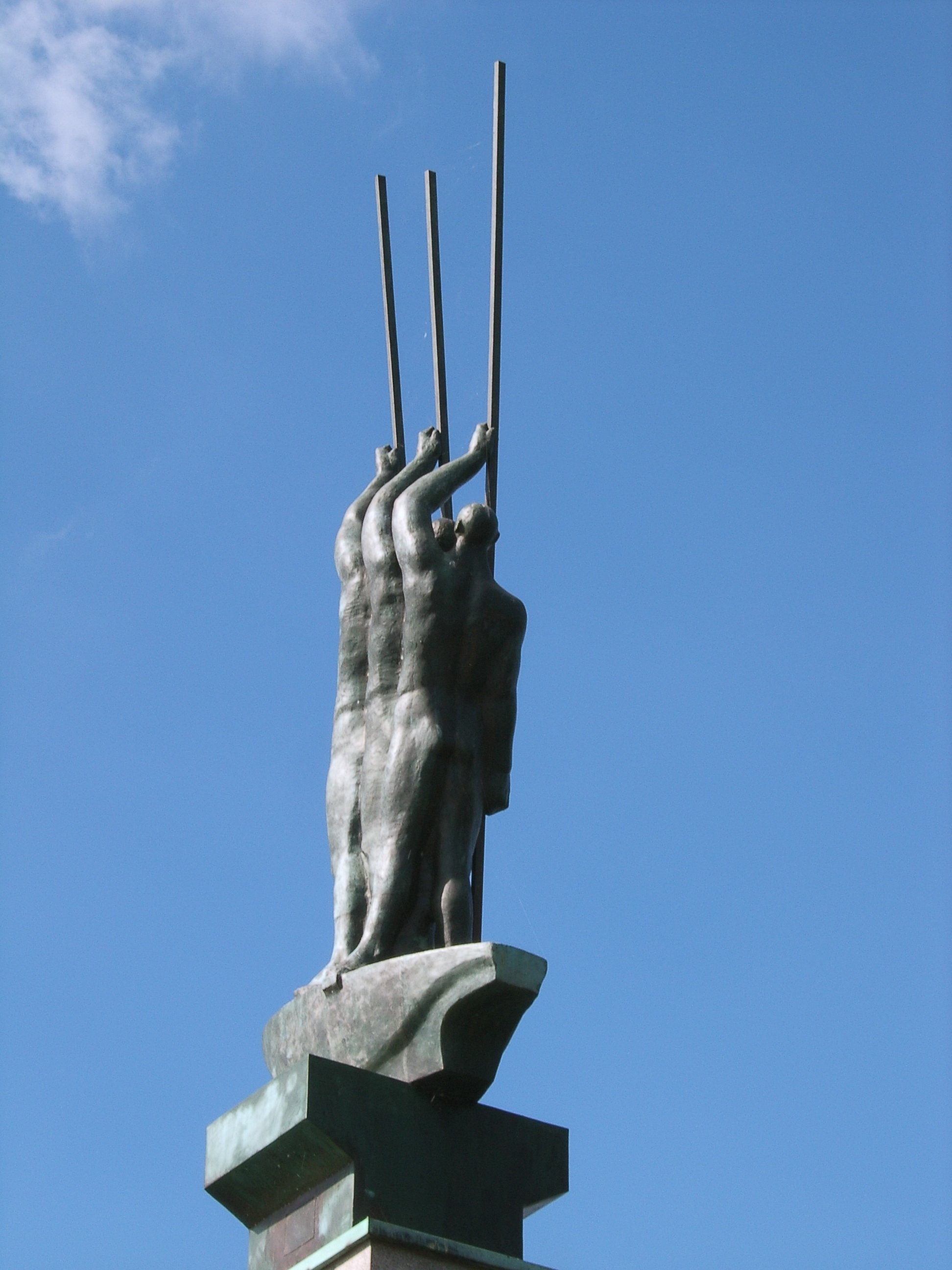
„Drei Mann im Boot“ Bronzeplastik von Edwin Scharff am Ufer der Außenalster
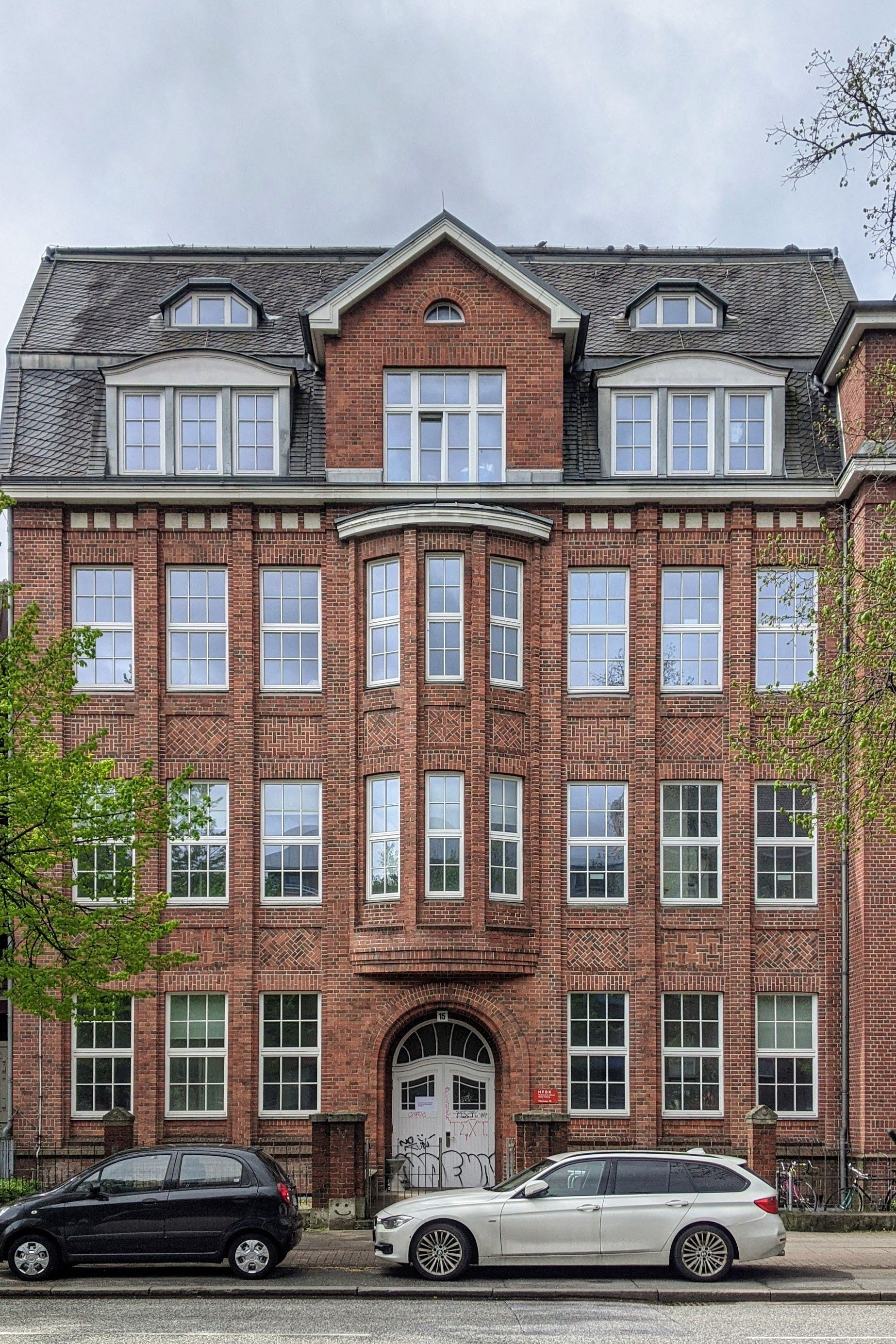
Ehemalige Elise-Averdieck-Schule, heute Außenstelle der Hochschule für bildende Künste, Wartenau 15
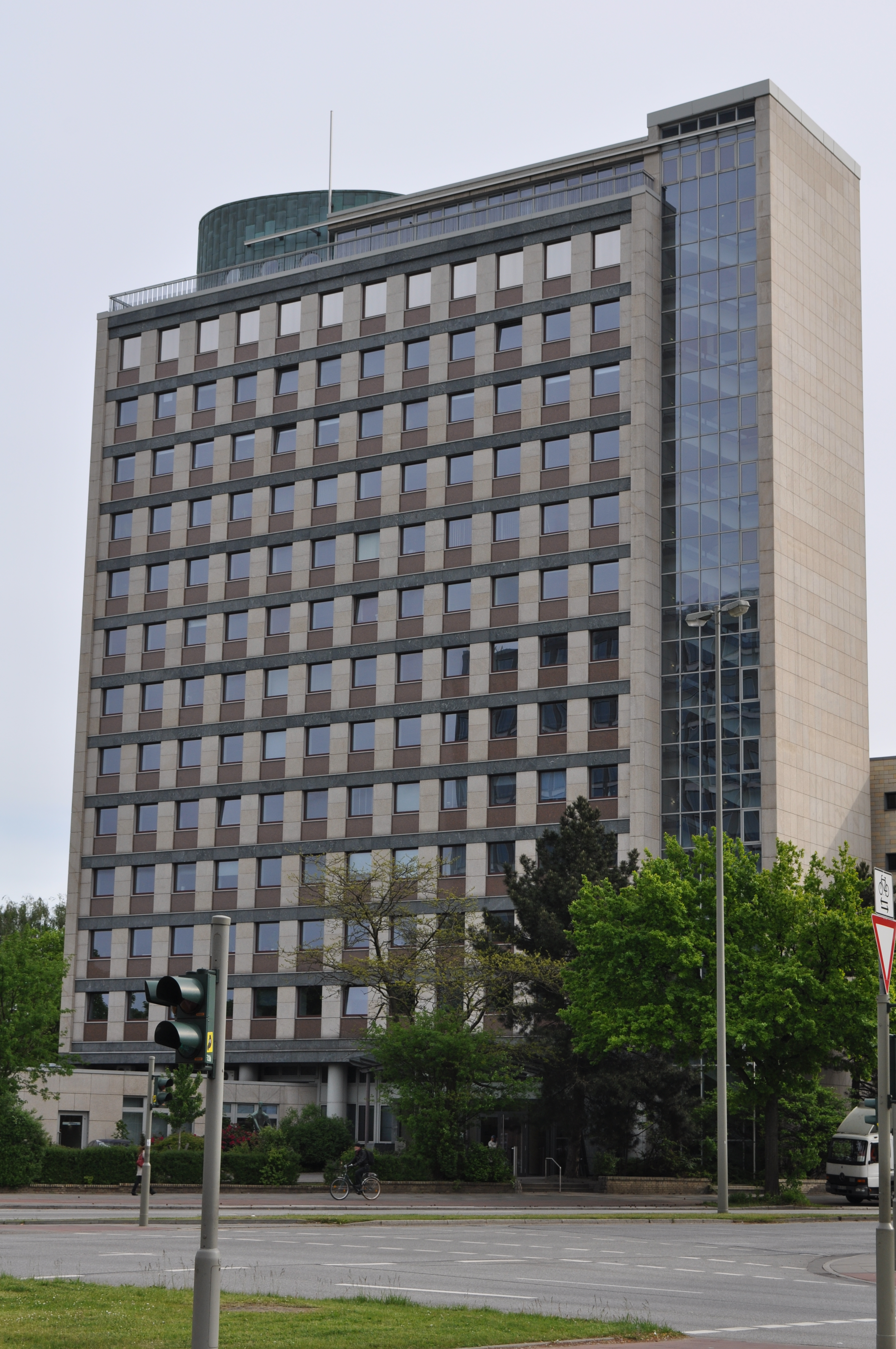
Hochhaus Lübecker Straße 1, Alster-Tower, Neue-Heimat-Haus, Architekt: Ernst May
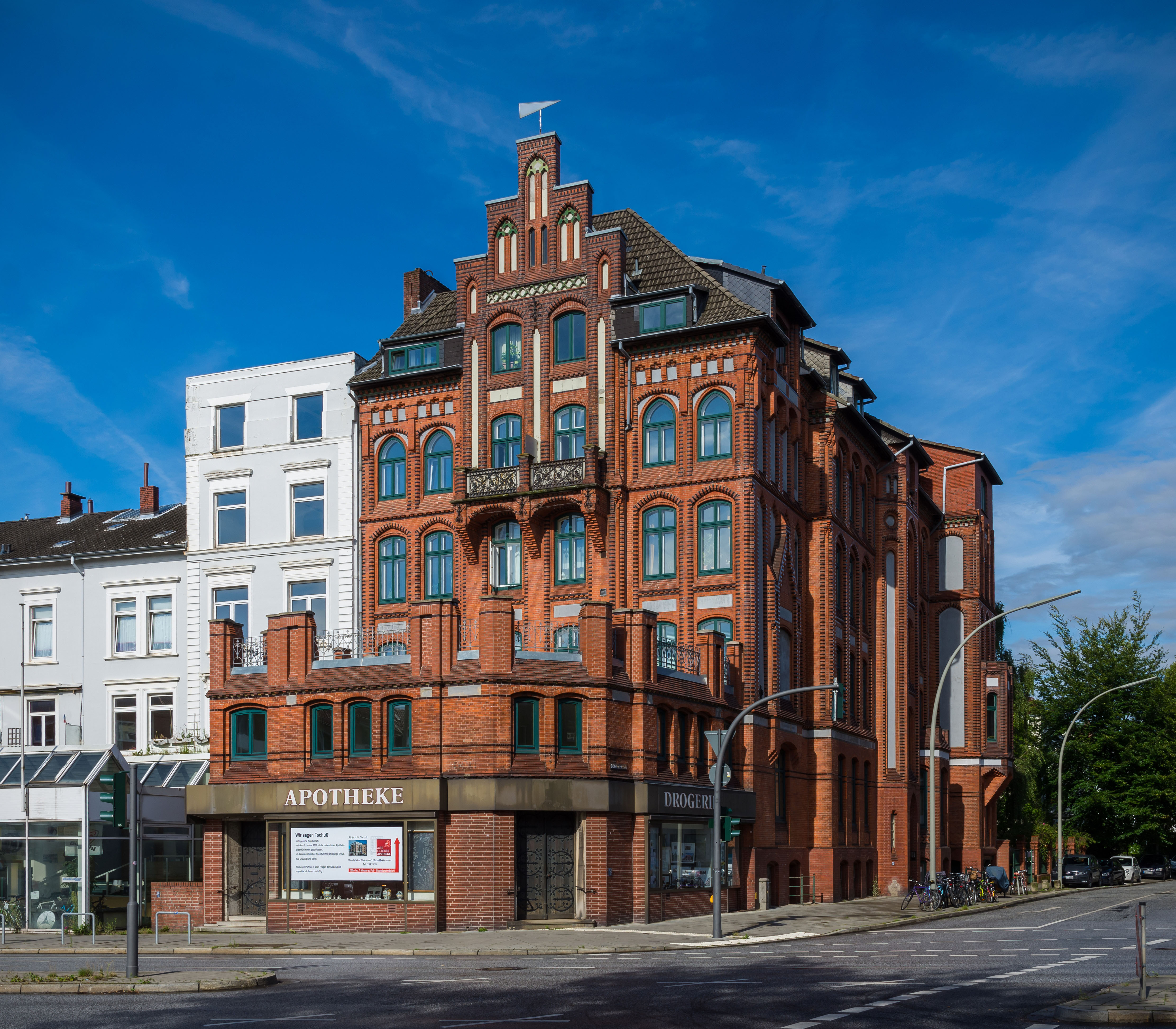
Ehemalige Apotheke an der Kuhmühle

- Marienkrankenhaus Hamburg

- Alsterschwimmhalle
- Marienkrankenhaus
- Kanupolo in der Alsterbucht
- Schwanenwikbrücke
- „Drei Mann im Boot“ Bronzeplastik von Edwin Scharff am Ufer der Außenalster
- Ehemalige Elise-Averdieck-Schule, heute Außenstelle der Hochschule für bildende Künste, Wartenau 15
- Hochhaus Lübecker Straße 1, Alster-Tower, Neue-Heimat-Haus, Architekt: Ernst May
- Ehemalige Apotheke an der Kuhmühle

## Verkehr

### ÖPNV-Anbindung

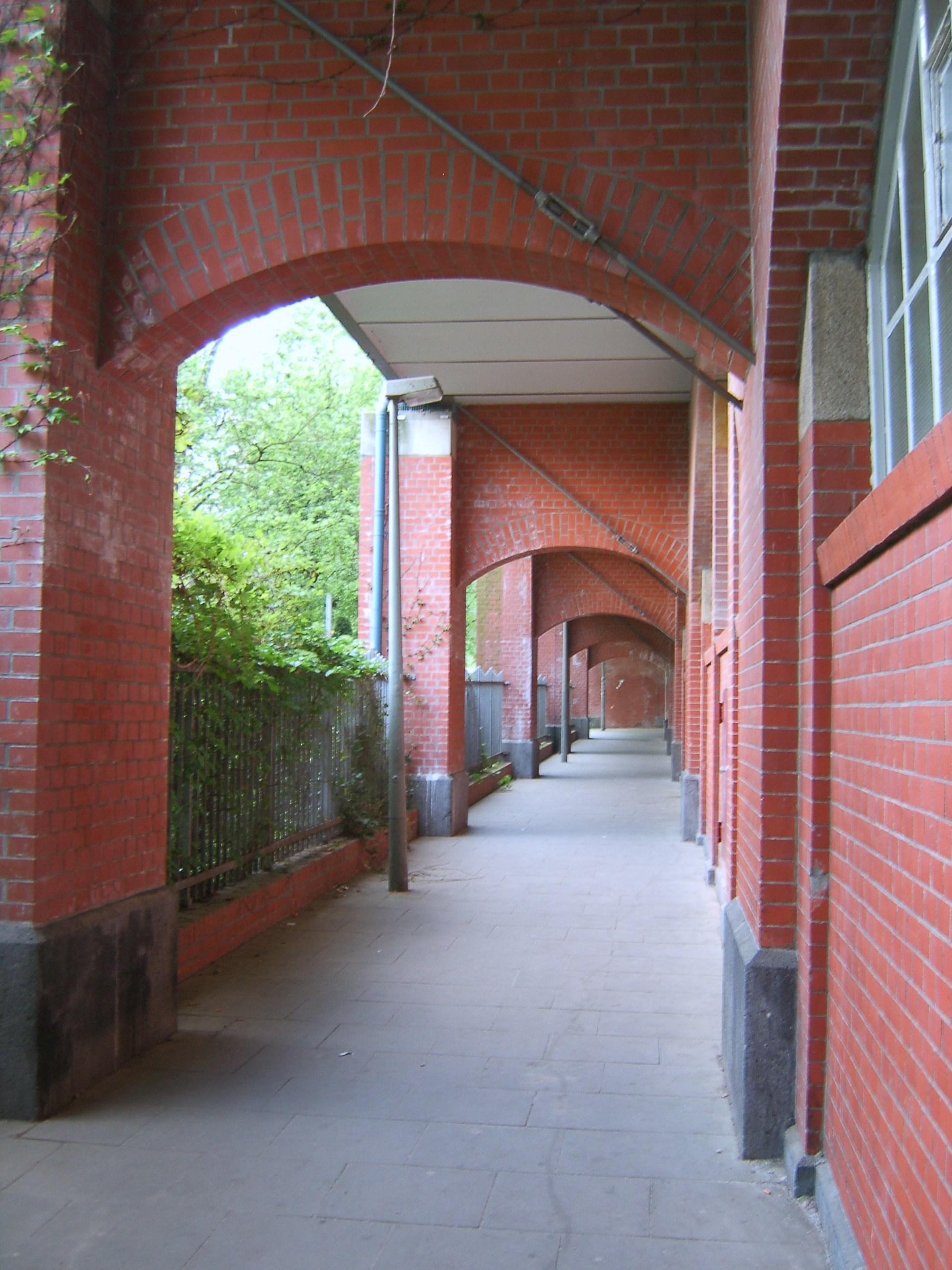
Uhlandstraße: Fußweg unter dem Bahnsteig der U-Bahn-Station

In Hohenfelde befinden sich die U-Bahn-Stationen Lübecker Straße (U1/U3), Uhlandstraße (U3) und Wartenau (U1) sowie die S-Bahn-Station Landwehr (S1). Durch Hohenfelde führen außerdem die Metrobuslinien 6 (Borgweg → Speicherstadt), 16 (Osdorf → Bf. Altona → St. Pauli → Hauptbahnhof/ZOB → Eilbek → Dulsberg → Bf. Rahlstedt), 17 (Feldstraße → Hauptbahnhof → Uhlenhorst → Barmbek → Bramfeld → Berne), 18 (Hauptbahnhof/ZOB → Mundsburger Brücke → Barmbek → Bramfeld) und 25 (Altona → Winterhude → Hammerbrook), sowie die Stadtbuslinie 172 (Mundsburger Brücke → Barmbek → Ohlsdorf → Hummelsbüttel) und die Nachtbuslinien 607 (St. Pauli → Rathausmarkt → Barmbek → Poppenbüttel → Volksdorf) und 608 (St. Pauli → Rathausmarkt → Wandsbek → Rahlstedt) durch diesen Stadtteil.

### Individualverkehr
Hohenfelde wird stark durch die Hauptverkehrsstraßen Wallstraße-Steinhauerdamm-Lübecker Straße (B 75), Wartenau (B 5), Schwanenwik-Mundsburger Damm und Mühlendamm-Kuhmühle zerschnitten und durch diese und die an der Grenze zu St. Georg verlaufende Sechslingspforte mit Lärm und Abgasen belastet.